# Estats tributaris d'Orissa

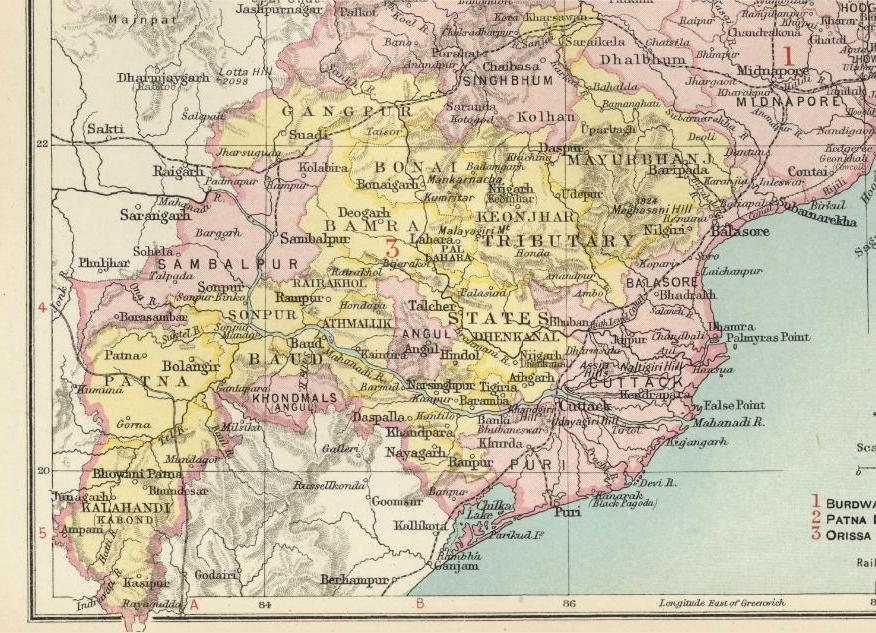
Els Estats tributaris d'Orissa a l'atlas de l'Imperial Gazetteer of India. 1901.

Estats tributaris d'Orissa (Orissa Tributary States, a vegades Orissa Tributary Mahals, o Garhjats) fou un grup de diversos estats tributaris protegits entre el delta del Mahanadi i les Províncies Centrals (després de 1903 Províncies Centrals i Berar) a la part muntanyosa d'Orissa. Limitaven al nord amb el districte de Singhbhum i el districte de Midnapore; a l'est amb la divisió (després província) d'Orissa (de 1912 a 1936 Bihar i Orissa); al sud el districte de Ganjam i a l'oest els estats tributaris de Patna, Sonpur, Rairakhol, Bamra, i Bonai.
Els estats eren inicialment 20, però tres foren suprimits:
- Khurda, confiscat el 1804 per la rebel·lió del raja
- Banki, confiscat el 1840, quan el raja fou condemnat per assassinat
- Angul, confiscat el 1847 per la rebel·lió del raja

Així després del 1847 en van quedar 17, que eren:
- Athgarh
- Talcher
- Mayurbhanj
- Nilgiri
- Keonjhar
- Pal Lahara
- Dhenkanal
- Athmallik
- Hindol
- Narsinghpur
- Baramba
- Tigiria
- Khandpara
- Nayagarh
- Ranpur
- Daspalla
- Baud.

El 1905 li foren agregats cinc estats abans part de l'Agència de l'Índia Central:
- Bamra
- Rairakhol
- Sonpur
- Patna
- Kalahandi

I dos estats més foren agregat al mateix temps, procedents de Chhota Nagpur:
- Gangpur
- Bonai

Fins al 1905 tenien una superfície de 37.262 km² i població el 1901 d'1.947.802 habitants (1.103.699 el 1872; 1.410.183 el 1881; i 1.696.710 el 1891). Després de les incorporacions del 1905 quasi va doblar la superfície que va passar a 72.638 km²; la població va passar a 3.173.395 habitants.
Les principals muntanyes eren Malayagiri, Meghasani, Gandhamadan, Thakurani, Tomak, Panchdhar, Goaldes, Suliya i Kopilas. Els rius principals eren el Mahanadi, Brahmani, Baitarani i Burhabalang.
La regió fou habitada per tribus adivasi, principalment els bhuiyes, savares, gonds i khonds, dividits en grups comunals i tribals cadascun amb el seu cap. Van fer guerres amb els seus veïns però progressivament es van introduir els aris que per la seva millor capacitat van eliminar els caps tribals i es van establir al seu lloc; molts dels nou vinguts eren rajputs i van fundar diversos estats. La història de cadascun s'ha de consultar als seus articles corresponents. Segons la tradició Jai Singh va fundar Mayurbhanj després d'anar en peregrinació a Puri; el seu fill el va succeir i un segon fill va rebre Keonjhar; de la mateixa nissaga serien també els sobirans de Baud i Daspalla; els rages d'Athmallik, Narsinghpur, Pal Lahara, Talcher i Tigiria també es consideraven d'ascendència rajput. Nayagarh hauria estat fundada per un rajput de Rewa i una branca de la família fou l'origen del principat de Khandpara. Alguns sobirans (com els d'Athgarh, Baramba i Dhenkanal) tindrien origen en ministres o favorits dels sobirans d'Orissa. L'estat més antic es creu que era Ranpur, els rages del qual serien d'origen khond i la llista dels seus sobirans cobreix un període de 3.700 anys, sent dels pocs que van conservar els seus posseïdors originals. Tots els estats van reconèixer sobiranies superiors al llarg dels segles, primer els reis d'Orissa i després els mogols i els marathes, cap dels quals v interferir en la seva administració interna
Quan Orissa fou cedida pels bhonsles de Nagpur el 1803, deu dels estats tributaris es van sotmetre immediatament al nou poder britànic. Poc després el major Forbes va entrar a la regió muntanyosa arribant fins al pas Barmul a Daspalla. Aquí els marathes van presentar una darrera resistència el 2 de novembre de 1803 però foren derrotats i dispersats. Llavors el raja de Baud, seguit d'altres, també va presentar la seva submissió. En aquest moment van ser vint estats, encara que un d'aquestos, Khurda, fou confiscat l'any següent quan el raja es va rebel·lar, i convertit en zamindari del districte de Puri. Banki confiscat el 1840, fou agregat al districte de Cuttack; Angul fou confiscat el 1847 i anys després el territori fou unit amb els Khondmals (agafats anteriorment de Baud) i va formar el districte d'Angul el 1891. Athmallik era tributari de Baud i Pal Lahara de Keonjhar, i no són esmentats als primers tractats però foren reconeguts com a estats separats per sanads de 1874 que va donar als seus sobirans el títol hereditari de rages (Pal Lahara va seguir pagant un petit tribut, a través del superintendent). Entre altres rebel·lions menors cal destacar les dels bhuiyes de 1862, i altre cop el 1891 a Kheonjar, i la revolta khond a Nayagarh el 1894. Els estats no formaven part jurídicament de l'Índia Britànica i el seu estatus, posició i poder estan definits per sanads concedits el 1894.
Les ciutats principals eren Dhenkanal i Bhuban a Dhenkanal, Baripada a Mayurbhanj, i Keonjhar a Keonjhar. La població adivasi era important. la llengua general era el oriya (76,6%) i les llengües kolàries les parlaven el 18,4% (santal, ho, bhumij i juang); el 3,4% parlava bengalí. Per religió el 91% eren hindús i el 8% animistes. Les castes i principals eren el chases, gaurs, khandaits, bramans, kurmis i telis. Les ètnies aborígens principals eren els santals, pans, hos, khonds, bhumijs, bhuiyes, savars i la petita tribu dels juang. Els bathudis i sahars eren d'origen incert.
Amb la reorganització del 1905 es va nomenar un agent polític pels estats establint l'agència d'Orissa (o més estrictament l'agència dels Estats d'Orissa), sota dependència del comissionat de la divisió d'Orissa.